# Apodichthys flavidus
Apodichthys flavidus är en fiskart som beskrevs av Girard, 1854. Apodichthys flavidus ingår i släktet Apodichthys och familjen tejstefiskar. Inga underarter finns listade i Catalogue of Life.

## Bildgalleri

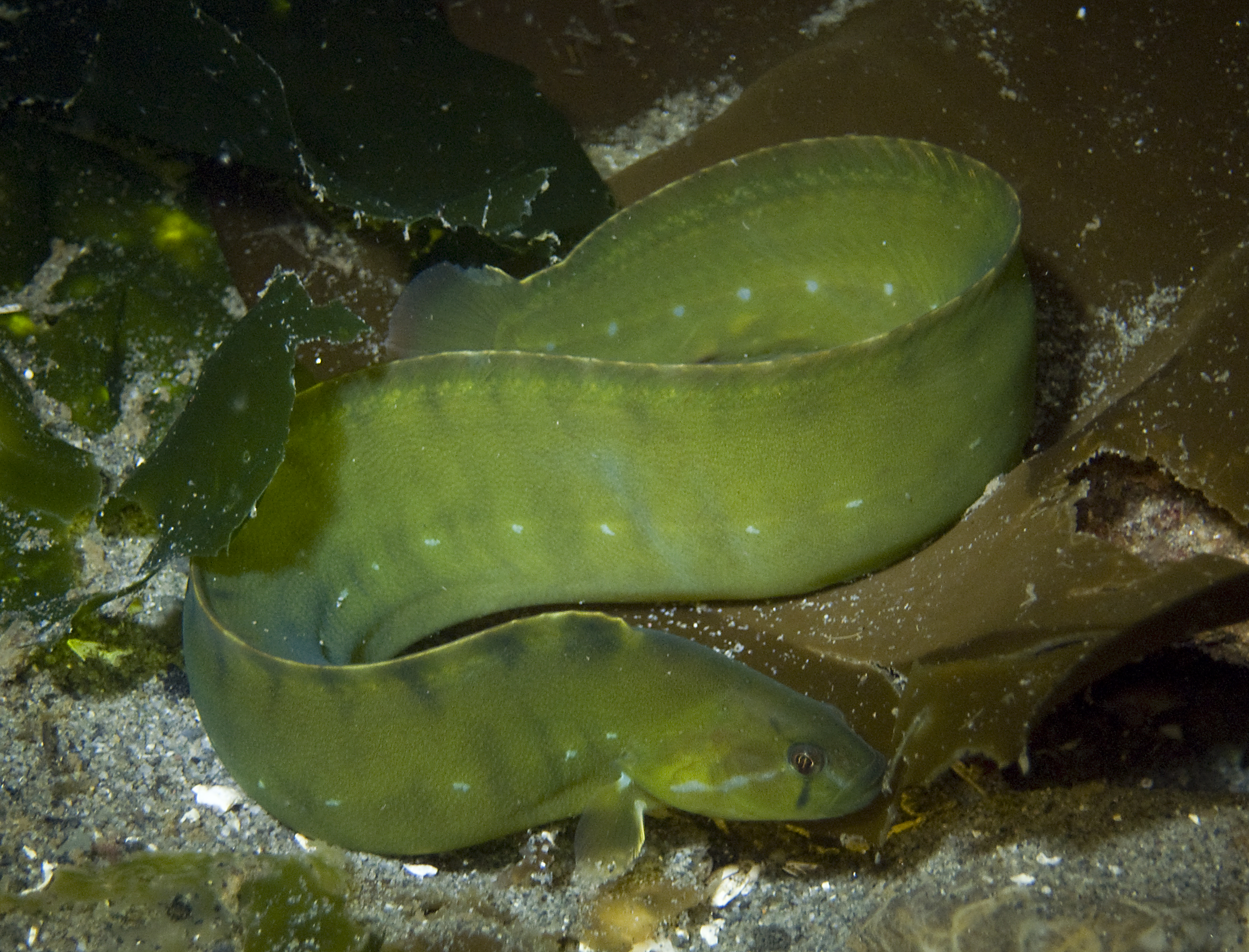